# Code arbitraire
Code arbitraire est employé pour nommer, en parlant de piratage informatique, une action à faire faire à une machine sans que le propriétaire soit d'accord.
Par exemple, en utilisant un exploit, le code arbitraire peut ouvrir une session super-utilisateur sur une machine distante, ou modifier une base de données, ou plus généralement donner accès à une information non disponible.